# Metropolis Studios

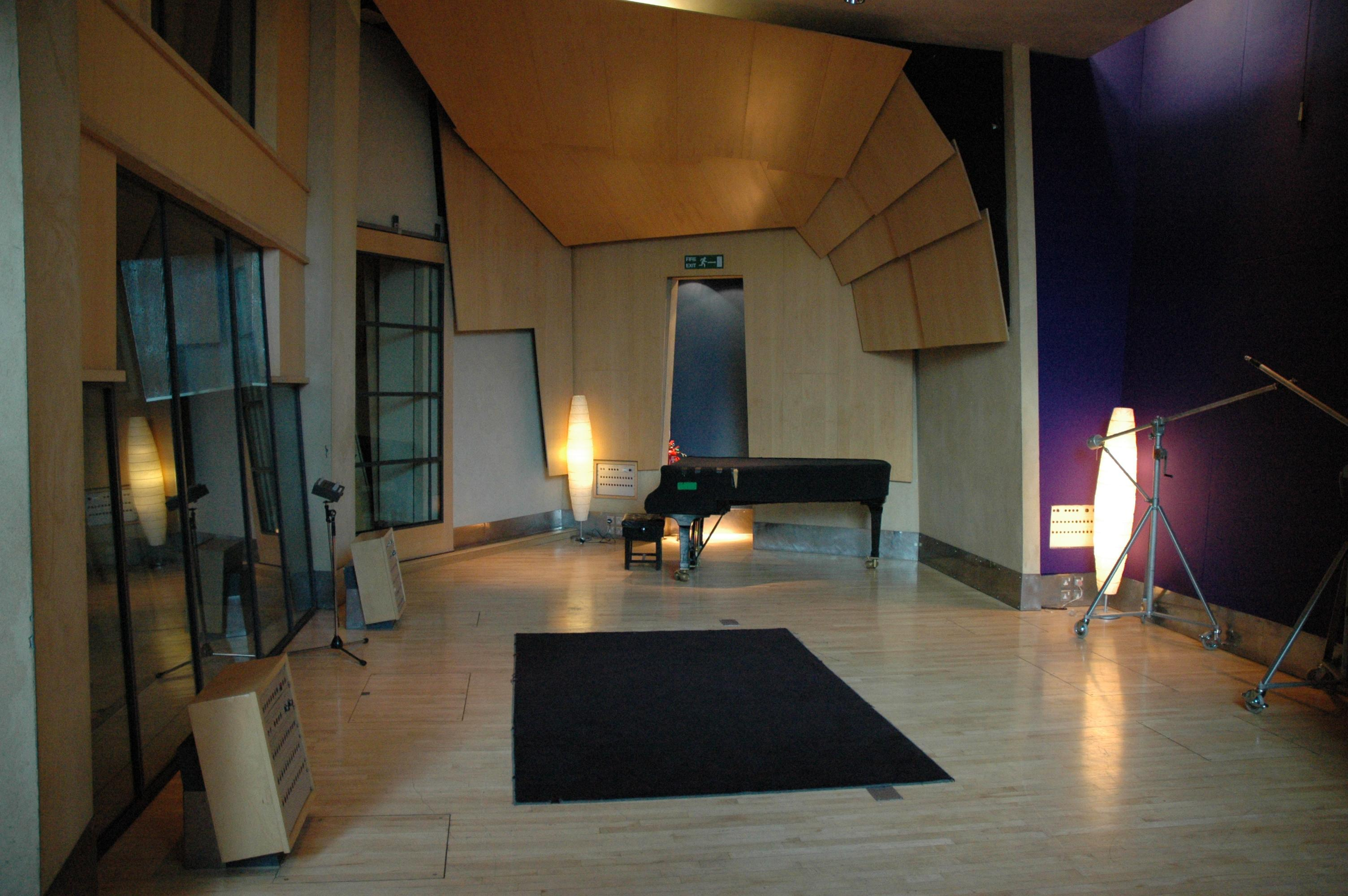
Studio A

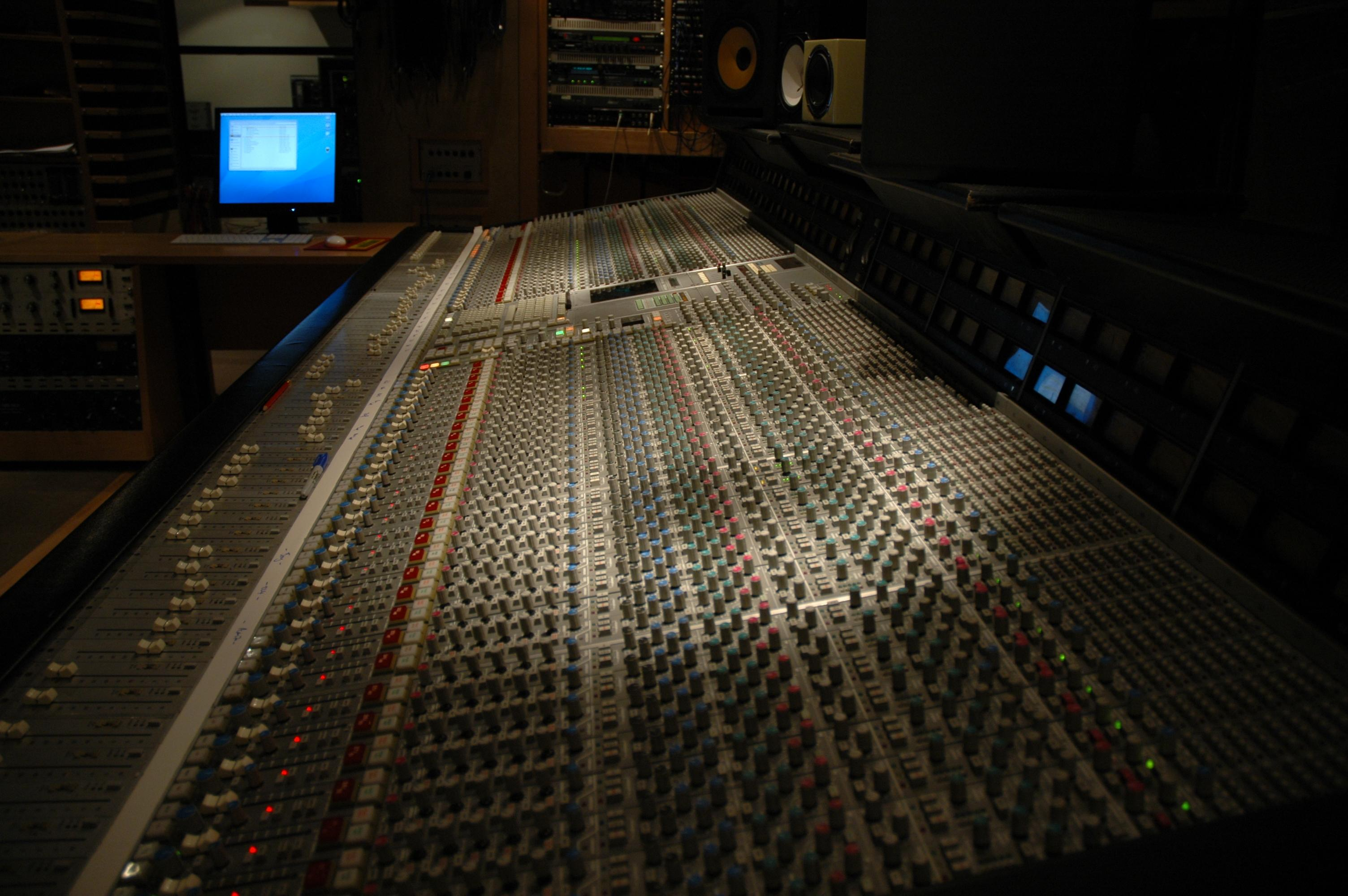
La scrivania con il mixing dello studio B

I Metropolis Studios sono degli studi di registrazione di Londra.
Sono noti per essere stati il luogo di realizzazione di album quali Innuendo e Made in Heaven dei Queen (che vi registrarono anche le riprese del loro video Headlong), Urban Hymns dei Verve, The Second Coming degli Stone Roses, e Back to Black di Amy Winehouse.

## Musicisti
Tra gli altri artisti ad aver usufruito degli studi:
- 50 Cent
- Adele,
- Akon,
- All Saints,
- Avril Lavigne,
- Ayumi Hamasaki,
- Babyshambles,
- Beyoncé,
- Björk,
- Black Kids,
- Blue,
- Bon Jovi,
- Brian Wilson,
- Bruce Dickinson,
- Céline Dion,
- Cesare Cremonini,
- DJ Shadow,
- Duran Duran,
- Ellie Goulding.
- Elton John,
- Eminem,
- Erykah Badu,
- Estelle,
- Faithless,
- Garbage,
- George Michael,
- Goldie,
- Green Day,
- Groove Armada,
- Harry Styles,
- I Am Kloot,
- Iron Maiden,
- James Morrison,
- Jamiroquai,
- Jay-Z,
- Jeff Beck,
- Joe Cocker,
- John Legend,
- Justin Timberlake,
- Katherine Jenkins,
- Keith Urban,
- Kelly Rowland,
- KT Tunstall,
- Kylie,
- Lady Gaga,
- Ladyhawke,
- Lauryn Hill,
- Led Zeppelin,
- Lemon Jelly,
- Lily Allen,
- Madonna,
- Mark Ronson,
- Michael Jackson,
- Mick Jagger,
- Mis-Teeq,
- Moloko,
- Nas,
- New Order,
- Nick Cave,
- Paolo Nutini,
- Paul McCartney,
- Paul Weller,
- Placebo,
- Pulp,
- Richard Ashcroft,
- Rihanna,
- Robbie Williams,
- Róisín Murphy,
- Scissor Sisters,
- Scott Walker,
- Simply Red,
- Slipknot,
- Snow Patrol,
- Starsailor,
- Stereophonics,
- Sting,
- The Black Eyed Peas,
- The Clash,
- The Cure,
- The Dandies,
- The Game,
- The Kills,
- The Libertines,
- The Moody Blues,
- The Rolling Stones,
- The White Stripes,
- The Who,
- Timbaland,
- Tina Dico,
- Tom Jones,
- Tricky,
- U.N.K.L.E,
- U2,
- Underworld,
- Usher,
- Van Morrison,
- Vanessa Mae,
- The Who,
- will.i.am,
- Yusuf Islam